# Myhre (Minnesota)
Myhre é uma cidade no Condado de Lake of the Woods, Minnesota, Estados Unidos. A população era de 215 pessoas em 2018.